# Callimico goeldii
El tamarino de Goeldi, calimico o mico de Goeldi (Callimico goeldii) es una especie de primate platirrino de la familia Callitrichidae que habita en la alta Amazonia, en Brasil, Colombia, Bolivia, Perú; es probable que también habite en parte de la región Amazónica en Ecuador. Es la única especie del género Callimico.
Nombres comunes: diablillo o Chichico negro. Nombres indígenas: dohoga (huitoto).

## Taxonomía y filogenia
Arreglos clásicos basados en aspectos morfológicos propusieron a C. Goeldii en la familia de los callitricideade. Pero más adelante se realizan comparaciones morfológicas y moleculares  que demuestran la conexión filogenética entre callimico con cebús y saimirí, produciendo  la agrupación de estas especies en la subfamilia callitrichinae ,perteneciente a la familia Cebidae. 
Esta especie posee un cariotipo con 2n:48, X1X1X2X2 en la hembra y en el macho 2n:47, X1X2Y con una diferencia producida por una translocación Y autosómica, que ha sido clasificada como característica en la especie. El nombre de la especie proviene de su descubridor, el naturalista suizo Emil August Goeldi.

## Descripción anatómica
Son primates muy similares a los tamarinos en forma y tamaño.  Su cuerpo es de tamaño pequeño con un longitud de cabeza- cuerpo de 20 a 30 cm y 25-35 cm de cola. Su  peso corporal varía entre 390- 670 gramos. Su piel en las zonas de la cara, párpados y orejas es de tono negro, y el resto del cuerpo se caracteriza por tener contrastes entre blanco y rosado, aunque no es tan visible a simple vista puesto que se encuentra cubierto de un pelaje lustroso largo y negro, exceptuando una parte en la zona ventral que se encuentra desprovista de pelo. En la zona de la cabeza predomina un pelaje más largo de alrededor 3cm que se considera una especie de melena negra. Sus manos y pies  tienen en los dedos garras en lugar de uñas, a excepción del pulgar que si tiene uña.

## Distribución geográfica
C. Goeldii ha sido registrada en la Amazonia boliviana, brasileña y peruana. En Colombia se ha observado en varias localidasdes 
ubicadas desde el piedemonte de la cordillera oriental del putumayo hasta las bocas del río Cahuinari, afluente principal de la orilla derecha del río Caquetá.

### Hábitat
Tienen una tolerancia restringida a las temperaturas por ello son consideradas especies estenotérmicas. Los límites de altitud para esta especie  son de 100-500 m s. n. m. y los límites térmicos son de 23,8-26,2C°.

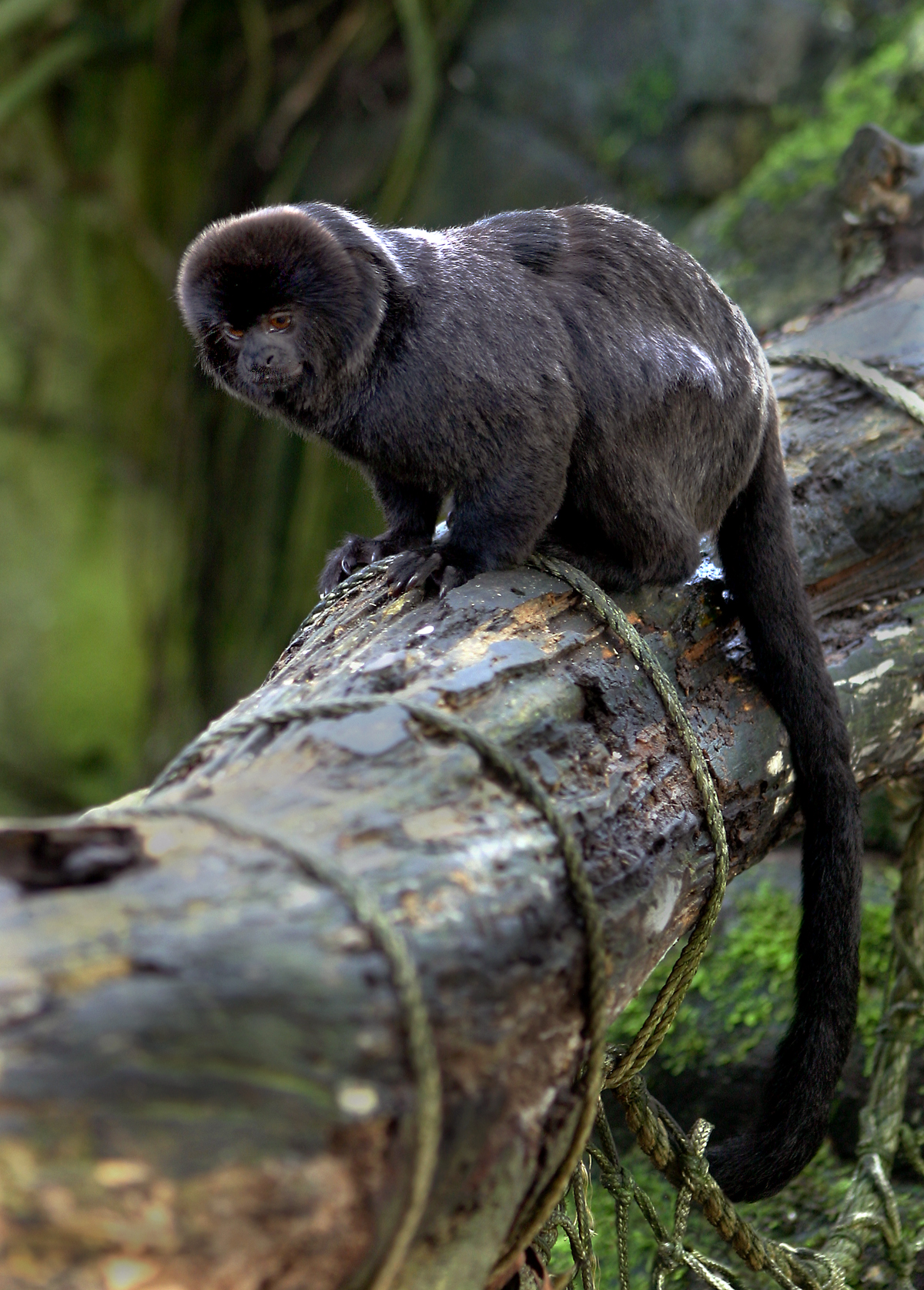
C. Goeldii

Los especímenes que han sido estudiados fueron vistos habitualmente en colinas, con bosques tanto primarios como degradados (secundarios). En selvas amazónicas se les ha encontrado a alturas de 3 a 5 metros cuando se están movilizando, y sólo suben al dosel a consumir forraje. Entre las estaciones del año, el uso de tipos de hábitat varía, caracterizado por utilizar hábitats de bosques primarios no muy densos en la estación seca y el bosque primario con sotobosque denso utilizado más en la temporada de lluvias (Porter, 2004; Porter et al 2007). Además han sido reportados en bosques mixtos, y en varillales (grandes rodales de árboles delgados y rectos). Izawa (1979) Su preferencia por la densa vegetación está relacionada con la inclusión extraordinaria de los hongos en su dieta y su comportamiento de forrajeo de insectos.

## Comportamiento
Su actividad es diurna, y comienza luego de que sale el sol  ocupándose en labores  alimenticias  con intervalos en los que se dedican a acicalarse mutuamente. Se produce un cese de actividades antes de la puesta del sol y en la noche duermen aglomerados.
La mayoría del tiempo están en las ramas más bajas y rara vez suben por encima de los cinco metros de altura. Para trasladarse de una rama a otra en vegetaciones baja sus saltos son verticales, pero cuando se trasladan en alturas superiores a los 3 metros utilizan una locomoción cuadrúpeda .Si se quieren trasladar de un árbol a otro descienden y realizan saltos verticales para trepar al otro árbol. Viven en grupo, y se desplazan  en territorios de 30 a 60 hectáreas, que marcan con la secreción de una glándula. 

### Vocalizaciones
Algunas vocalizaciones obtenidas por Pook &Pook (1981); Wittcmaze (1970) son:
1. Truck y Chok: Vocalización gutural poco usual que parece un ladrido; en ocasiones el Truk se utiliza como alarma mientras se produce un erizamiento de cola con movimiento oscilante.[4]
2. Tsee,  vocalización aguda emitida por en serie y a larga distancia.[4]
3. Estridente, vocalización de llamado de contacto emitida con la boca abierta luego de escuchar el llamado de contacto de otros.[4]
4. Grito, vocalización de llamado angustioso.[4]
5. Gorjeo, vocalización que emite satisfacción cuando buscan alimento algo de su agrado.[4]
6. Trino; vocalización emitida en extrema excitación.[4]
7. Silbido, vocalización aguda emitida como un chillido largo y monosílabo que parece ser de alarma.[4]
8. Eek-eek; serie de tosidos en tono alto emitidos en un contexto agresivo.[4]

### Dieta
Son frugívoros e insectívoros y además consumen hongos.
Su dieta se reparte en los siguientes porcentajes:
- Artrópodos: 29% con un consumo mayor de ortópteros, pero también de chicharros, mantis, cucarachas, polillas entre otras.[8]
- Hongos: 31% con un consumo en hongos de Jalea (Auricularia) y hongo de bambú. Se ha descrito que el consumo de hongos es una estrategia para evitar la competitividad por el alimento.[8]
- Frutas: 29% el tipo de fruta que ellos comen es blanda y proviene de las plantas: Cecropia morassi, Cecropia spp. (Yamuro), Pourouma sp. (uvilla), Piptadenia sp. (yakata).[8]
- Néctar 3%, Exudados 1%, y desconocidos 7%

Además de estos alimentos se ha reportado el consumo de algunos vertebrados como ranas, sapos, huevos de aves y lagartos.

### Organización social
Esta especie se caracteriza por relacionarse en grupos de 5 a 6 individuos. En cautiverio se ha observado que la especie es monógama y sus grupos están comprendidos por la pareja y los juveniles. Las hembras ocupan el más alto rango en la jerarquía. Los individuos del mismo sexo producen peleas a menudo. La actividad de acicalamiento es frecuentemente realizada más por las hembras que por los machos. Además tienen una unidad grupal muy fuerte. 

### Reproducción
Las hembras alcanzan la madurez sexual entre los 8 y 9 meses de edad y los machos son reproductivamente fertilez a   los 16 y 17 meses.
Las hembras por su posición jerárquica inician los comportamientos sexuales. Su gestación dura entre 151 y 159 días, sus ciclos sexuale se encuentran en un intervalo de 21-24 días. Su capacidad reproductiva es de una cría por gestación, pero puede llegar a tener dos en el año, es posible aunque no habitual que nazcan. Los recién nacidos tienen un promedio de peso de 55,5 g.
Cuando se da a luz una cría esta es cargada en posición ventral por su madre  , luego a las dos semanas siguientes cambia de posición gradualmente hasta llegar a ubicarlo en la espalda. Después el padre es el encargado de cargarlo y lo entrega a la madre solo para el amamantamiento. A partir de la semana 6 empieza la independencia de la cría luego a la 8 semana es consolidada.

### Interacciones con otras especies
En Colombia se han reportado interacciones con saguinus fuscicollis debido a que sus lugares de estudio se ubican en alturas bajas. Estas especies se han visto juntas en el piedemonte del putumayo.

## Predadores y parásitos
El irará (Eira barbara) es su principal depredador potencial pero también boas, halcones y felinos.[cita requerida]

### Parásitos
Los calitrícidos son susceptibles a varias enfermedades infecciosas y no infecciosas cuando se encuentran en un estado de cautiverio puesto que las condiciones alimenticias, de manejo y salubridad no son controladas de forma adecuada.
Pueden darse brotes de septicemia por Streptococcus zooepidemicus en calitrícidos debido a la  utilización de carne de caballo cruda contaminada utilizada para alimentar las especies carnívoras mantenidas en instalaciones mixtas o por contaminación cruzada durante la preparación del alimento. Se han producido brotes de septicemia mortal causada por Pasteurella multocida en Callimico Goeldii en asociación con gongylonemiasis oral.

## Conservación y amenazas
En la escala global se encuentra como casi amenazada (NT), aunque en Colombia se cataloga como vulnerable (VU D1) debido al bajo número de localidades donde ha sido observada y especialmente por su rareza, con poblaciones menores a los 1000 individuos,
Es cazada para uso como mascota.
La degradación y destrucción de bosques provoca la pérdida y degradación de su hábitat.
Se han declarado parques naturales para su protección,[cita requerida]